# Salicilat d'etil
El salicilat d'etil és l'èster format per la condensació de l'àcid salicílic i l'etanol. És un líquid clar, poc soluble en aigua però soluble en alcohol i èter. Té una olor agradable que s'assembla a la gaultèria procumbent i s'utilitza en perfumeria i en aromes artificials.